# 보편대수학
보편 대수학(普遍代數學, universal algebra) 또는 일반 대수학(general algebra)이란, 대수적 구조의 모형이 되는 한가지 예시가 아닌, 대수적 구조 그 자체를 연구대상으로 삼는 수학의 한 분야이다. 예컨대 개개의 특정한 군이 아닌 모든 군에 보편적인 구조를 연구하는 것이다. 모형 이론의 한 특수한 형태로 볼 수 있다.

## 같이 보기
- 모형 이론
- 대수적 구조